# La Peau douce
La Peau douce (en francès La pell suau) és una pel·lícula romàntica franco-portuguesa del 1964 dirigida per François Truffaut i protagonitzada per Jean Desailly, Françoise Dorléac, i Nelly Benedetti. Amb un guió escrit per Truffaut i Jean-Louis Richard, la pel·lícula tracta d'un editor i conferenciant feliçment casat que coneix una bella amfitriona amb qui té una aventura amorosa. La pel·lícula es va rodar a exteriors de París, Reims, i Lisboa, i nombroses escenes a l'Aeroport de París-Orly. Al 17è Festival Internacional de Cinema de Canes la pel·lícula fou nominada a la Palma d'Or. Malgrat els èxits recents de Truffaut amb Jules and Jim i Les Quatre Cents Coups, no va tenir èxit de taquilla.

## Sinopsi
Pierre Lachenay és un escriptor d'èxit, director de la revista literària Ratures i especialista en Balzac. Està casat amb Franca i té una filla, Sabine. Durant una conferència a Lisboa, coneix Nicole, assistent de vol. El seu lligam continua més enllà del viatge. Pierre és bastant maldestre i sovint pren decisions equivocades. La seva dona sospita d'adulteri i la parella se separa, però Nicole no es vol establir amb ell. Quan descobreix proves d'adulteri, Franca decideix assassinar-la.

## Repartiment
- Jean Desailly: Pierre Lachenay
- Françoise Dorléac: Nicole Chomette
- Nelly Benedetti: Franca Lachenay
- Daniel Ceccaldi: Clément
- Laurence Badie: Ingrid
- Philippe Dumat: M. Bertrand
- Paule Emmanuèle: Odile
- Maurice Garrel: M. Bontemps
- Sabine Haudepin: Sabine Lachenay
- Dominique Lacarrière: Dominique
- Jean Lanier: Michel
- Pierre Risch: chanoine Cottet

## Recepció
La pel·lícula no va funcionar bé a taquilla, però va rebre crítiques generalment positives després del seu llançament. L'estatura de la pel·lícula ha continuat creixent al llarg dels anys. Al lloc web agregador de revisions Rotten Tomatoes, la pel·lícula té un índex positiu del 91% entre els crítics basat en 22 ressenyes.
J. Hoberman de The Village Voice va escriure una ressenya brillant, dient que "la quarta obra de François Truffaut, Le Peau douce, mai no ha aconseguit gaire respecte, tot i que molta gent (inclosa jo) la considera com una de les seves millors." Roger Ebert li va donar 3 de 4 estrelles, qualificant-la d'"incondicionalment profètica".
La pel·lícula va ser seleccionada a The Criterion Collection, que la descriu com un "tresor complex, interessant i subestimat de la nouvelle vague francesa".

## Premis i nominacions
| Any  | Premi             | Categoria                 | Nominat           | Result    |
| ---- | ----------------- | ------------------------- | ----------------- | --------- |
| 1965 | Premis Bodil      | Millor pel·lícula europea | La Peau douce     | Guanyador |
| 1964 | Festival de Canes | Palma d'Or                | François Truffaut | Nominat   |